# Stylidium tenuicarpum
Stylidium tenuicarpum är en tvåhjärtbladig växtart som beskrevs av Carlq. Stylidium tenuicarpum ingår i släktet Stylidium och familjen Stylidiaceae. Inga underarter finns listade i Catalogue of Life.